# Optix Pro
Optix Pro ist ein frei verfügbares Fernwartungstool für Windows, das meist illegal eingesetzt wird.
Entwickelt und veröffentlicht wurde das Tool von „s13az3“, so der Deckname des Entwicklers. Optix Pro wird nicht mehr weiterentwickelt.

## Version
Die erste Version wurde am 30. August 2002 entdeckt. Das Programm ist in den Versionen 1.0, 1.1, 1.2, 1.3, 1.31, 1.32 und 1.33 verfügbar. Die letzte Version wurde am 4. August 2004 veröffentlicht. Es gibt auch eine in ihren Funktionen eingeschränkte Lite-Variante des Tools. Die letzte Veröffentlichung einer Lite-Version fand am 15. Oktober 2002 als Version 5.01 statt. Beide Varianten wurden in Delphi geschrieben.

## Eigenschaften und Funktion
Optix Pro besteht wie alle Fernwartungsprogramme aus einem Client und einem Server-Programm. Die benutzten Ports sind variabel wählbar. In seiner Funktionalität ähnelt es stark Back Orifice, NetBus und SubSeven. Das Fernwartungstool bietet die Möglichkeit, Programmdateien mit einer anderen Datei zu verbinden, so dass sich schädlicher Code hinter harmlos scheinendem Code versteckt (sogenannte Trojanische Pferde). Als Spionagesoftware wird Optix Pro meist über E-Mails, das Usenet oder über Instant Messenger verbreitet. Wenn Optix Pro aktiv ist, macht es weder durch ein Symbol auf sich aufmerksam, noch taucht es in der Task-Liste auf.
Mit dem Server infizierte Windows-Systeme lassen sich aus der Ferne kontrollieren und etwa:
- Tastatureingaben mitlesen
- Bilder aus einer Webcam übertragen
- Dateien herauf- und herunterladen sowie löschen
- Programme ausführen
- Konfigurationen ändern
- Kontrolle über Maus und Tastatur übernehmen
- Bildschirminhalt „fotografieren“
- Aktionen ausführen, wie beispielsweise Rechner neu starten, Benutzer abmelden, Ruhezustand starten
- Generieren von „Fehler-, Warn- und Info-Meldungen“
- Angreifer können auch eine Firewall oder Antivirenprogramme abschalten.

## Verwendung
Durch die komfortable Programmoberfläche wird Optix Pro auch gewollt zur Fernwartung eingesetzt. Nach der Website von Evil Eye Software wurde das Remote-Access-Tool bereits über 370.000 Mal heruntergeladen und die Optix-Lite-Variante über 42.100 Mal.
Üblicherweise ist der Zugang über ein Passwort geschützt. Jedoch haben alle Versionen bis 1.2 das fest eingebaute Master-Passwort kjui3498fjk34289890fwe334gfew4ger$"sdf, das vom Entwickler eingebaut wurde. s13az3 hat bereits Anfang 2004 die Hintertür bestätigt und veröffentlicht. Mit dem Bekanntwerden der Backdoor hat die Popularität stark abgenommen. Alle Optix-Pro-1.3x-Versionen sollen jedoch nicht mehr über diese Backdoor verfügen.